# Quel est donc ton tourment ?
Quel est donc ton tourment ? (titre original : What Are You Going Through) est un roman de l'écrivaine américain Sigrid Nunez, paru en 2020.
Le roman est traduit en français en 2023. Le titre provient d'un essai de l'écrivaine Simone Weil tiré de son livre Attente de Dieu.
Le roman a été publié pendant la pandémie de COVID-19 et implique un suicide

## Réception

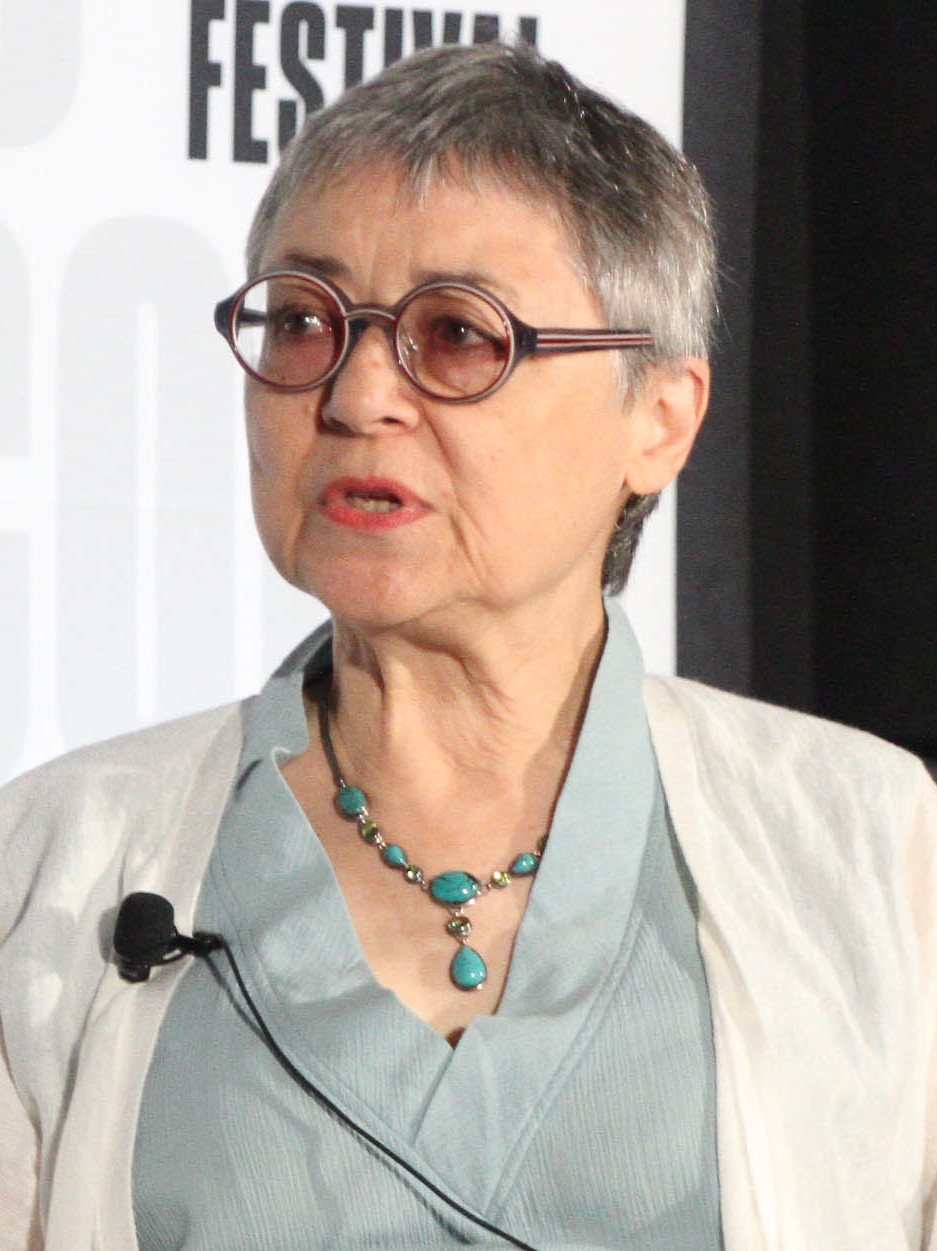
Sigrid Nunez en 2019.

Les recensions francophones sont enthousiastes
En anglais, National Public Radio a constaté que le livre a été « un rappel profondément humain du grand réconfort que procurent la camaraderie et la littérature ».

## Adaptation cinématographique
Il fut adapté au cinéma en 2024 par titre La Chambre d'à côté par Pedro Almodóvar, avec Tilda Swinton, et Julianne Moore dans les rôles principaux
Le film remporte le Lion d'or à la Mostra de Venise 2024, et le réalisateur obtient le Prix Donostia au Festival international du film de Saint-Sébastien 2024.